# Česká asociace pétanque klubů
Česká asociace pétanque klubů (ČAPEK), od roku 2016 Česká federace koulových sportů (ČFKS) je sportovní federací, která zastřešuje jednotlivé české kluby provozující pétanque. Od roku 2000 je členem České unie sportu.

## Turnaje v České republice
Podle pravidel České asociace pétanque klubů (ČAPEK), se v ČR dlouhodobě pořádají čtyři typy turnajů. Turnaje samotné jsou zpravidla pořádány jednotlivými kluby, kterým ČAPEK prostřednictvím své Sportovně technické komise (STK) stanovuje podmínky a pravidla pro pořádání. Jednotlivé turnaje se dělí na čtyři typy, lišící se svým účelem, přístupností a bodovým ohodnocením.

### Mistrovské soutěže
ČAPEK pravidelně pořádá několik druhů mistrovství České republiky ve hře jednotlivců, dvojic a trojic, která jsou hrána smíšeně, nebo samostatně jako mistrovství mužů, žen, juniorů a hráčů starších 55 let. V ČR a ve světě je pravidelně pořádáno i mistrovství ve vyrážení, ve kterém se hráč či hráčka snaží v pěti ateliérech získat co nejvíce bodů střelbou na předem určené cíle.

### Turnaje kategorie Prestige
Asociace každoročně vybírá konkrétní turnaje, vynikající svou úrovní organizace a podléhající náročnějším pravidlům pro pořádání. Turnaje této kategorie jsou mimo jiné podmíněny povinnou účastí zahraničních hráčů nebo garance vyšších peněžitých výher pro vítěze. Turnaje jsou taktéž lépe bodově ohodnoceny v žebříčků hráčů.

### Mistrovství České republiky klubů
MČR klubů je ligovou soutěží, pořádanou mimo klasické turnaje a zároveň jedinou dlouhodobou soutěží pořádanou v rámci ČAPEK. V České republice se hraje od roku 2012. Je tvořena vyšší Extraligou a nižší 1. ligou klubů. V soutěži může startovat pouze družstvo složené z hráčů, kteří jsou registrováni v jednom klubu a v týmu musí být minimálně jedna osoba opačného pohlaví. Vítěz Extraligy má právo reprezentovat Českou republiku na Mistrovství Evropy klubů.

## Historie
Asociace vznikla v roce 1994 v Třebíči po prvním turnaji v Ratibořicích. Zakládajícími kluby byly PQC Ratibořice, pozdější HP Třebíč, První oddíl pétanque (POP) Praha a Třetí oddíl pétanque (TOP) Orlová. Od založení České asociace pétanque klubů se čeští reprezentanti pravidelně účastní všech mezinárodních vrcholných akcí, pořádaných světovou či evropskou federací pétanque. V celostátním žebříčku registrovaných hráčů je téměř 1000 registrovaných hráčů, z více než šedesáti klubů.

## Sportovní úspěchy českých reprezentantů a reprezentantek

### Ženy
- 2. místo, ME trojic – Turecko, 2007, Alice Hančová, Lucie Klusová, Hana Šrubařová, Romana Vokrouhlíková[9]
- 3. místo, ME ve vyrážení – Slovinsko, 2011, Lucie Venclová[9]

### Junioři
- 3. místo, ME ve vyrážení – Španělsko, 2022, Sára Valošková[9]
- 3. místo, ME ve vyrážení – Španělsko, 2022, Filip Vedral[9]

## Pořadatelské úspěchy České asociace pétanque klubů
- Organizace Mistrovství světa juniorů v roce 2003 v Brně[10]